# 新潟県道23号柏崎高浜堀之内線
新潟県道23号柏崎高浜堀之内線（にいがたけんどう23ごう かしわざきたかはまほりのうちせん）は、新潟県柏崎市から魚沼市に至る主要地方道（新潟県道）である。1994年以前は新潟県道823号柏崎高浜堀之内線だった。

## 概要
柏崎市の高浜地区から、同市西山町、長岡市南部などを経由して魚沼市堀之内に至る。
長岡市内の信濃川に架かる越路橋は、元々1898年（明治31年）に架橋された信越本線の鉄道橋梁だったものが複線化等に伴うルート変更により払い下げられたもの。改修された上で1959年（昭和34年）に有料道路として供用され（橋長680m）、1967年（昭和42年）2月に県道となり無料化された。しかし近年は老朽化が著しかった上、片側1車線で歩道がなく、増加する交通量に対応しきれなくなったことから、1998年（平成10年）11月に現橋（橋長596m、片側1車線、両側に歩道あり）が開通した。
2004年（平成16年）10月23日に発生した新潟県中越地震により、長岡市濁沢町 - 旧山古志村（現・長岡市） - 小千谷市十二平地区 - 旧堀之内町（現・魚沼市）竜光地区の区間で土砂崩れ・路盤流出が多発した。

### 路線データ
- 起点：柏崎市宮川（宮川丁字路、国道352号交点）
- 終点：魚沼市堀之内（堀之内庁舎前交差点、国道17号・国道252号交点）

## 歴史
- 1954年（昭和29年）1月20日 - 建設省（現・国土交通省）が主要地方道柏崎高浜堀之内線を指定。
- 1955年（昭和30年）4月1日 - 新潟県が主要地方道630号柏崎高浜堀之内線を認定。
- 1976年（昭和51年）11月1日 - 新潟県が整理番号を630から823へ変更。
- 1993年（平成5年）5月11日 - 建設省から、主要県道柏崎高浜堀之内線が柏崎高浜堀之内線として主要地方道に再指定される[1]。
- 1994年（平成6年）4月1日 - 整理番号を823から23へ変更。

## 路線状況

### バイパス

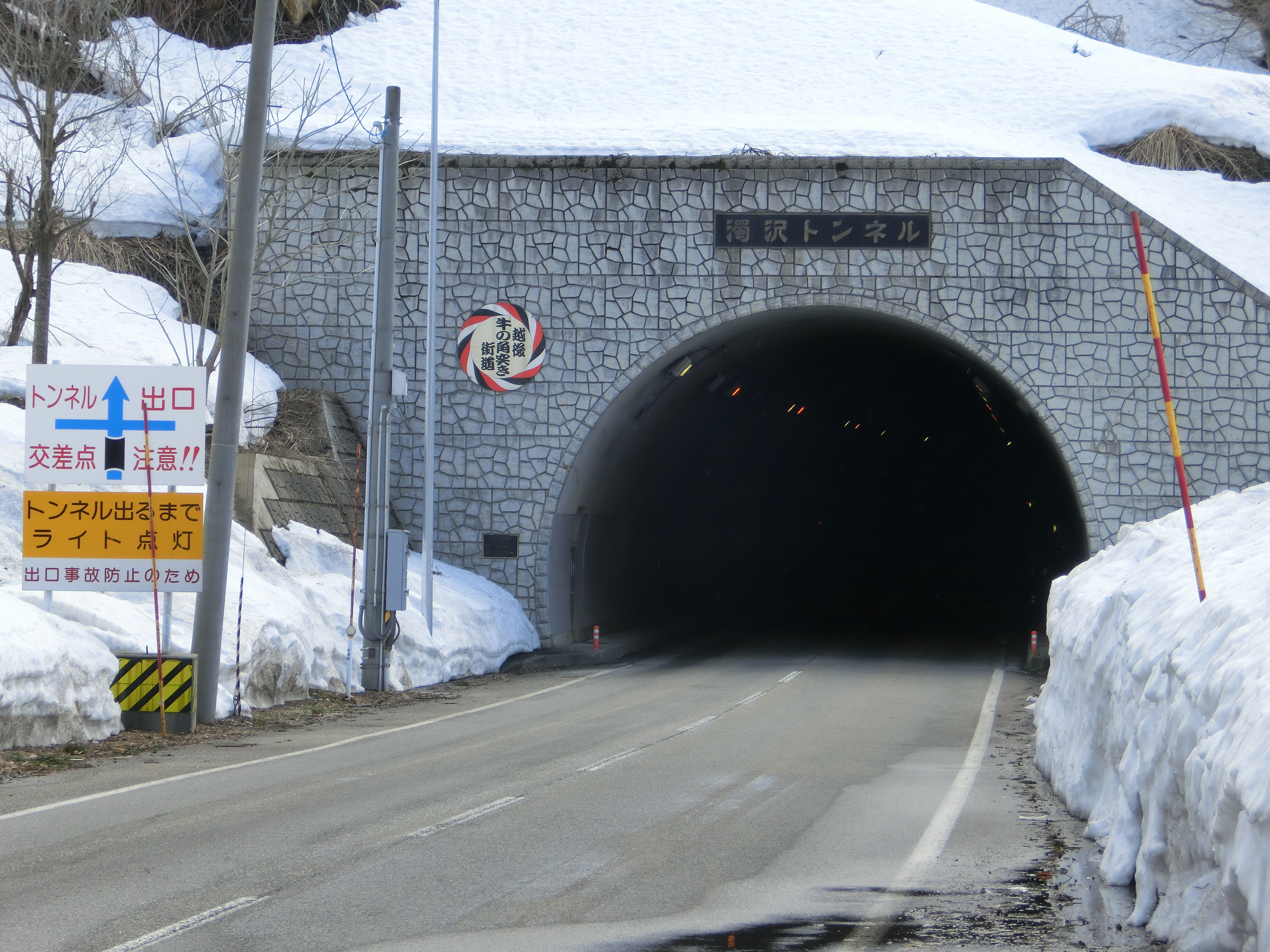
濁沢トンネル入口。

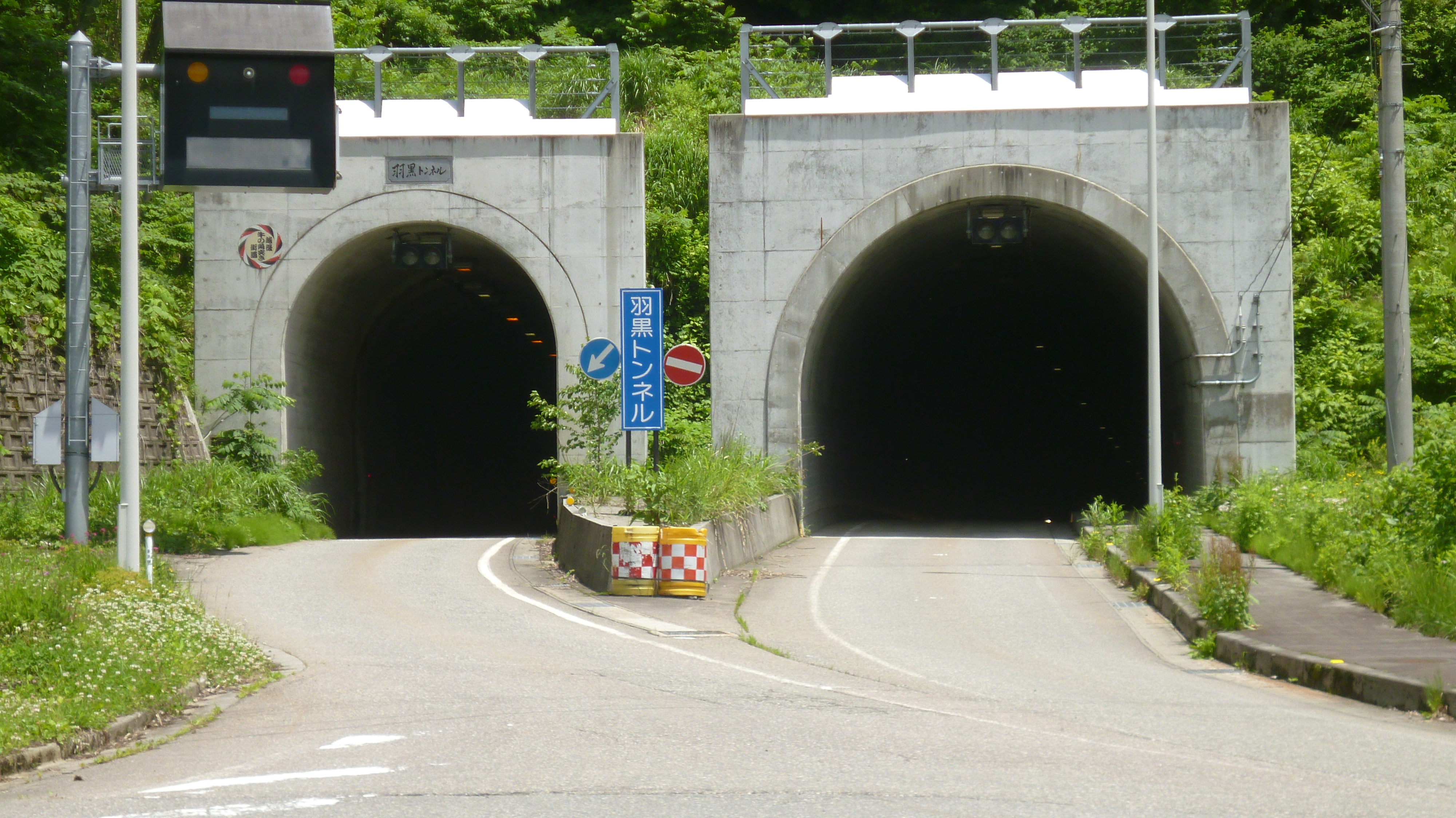
羽黒トンネル西端。

- 地蔵トンネル（2006年12月開通[2]）
- 大積トンネル（2000年3月供用開始[3]）
- 越路バイパス（長岡市来迎寺 - 浦）
- 濁沢バイパス[4]
  - 濁沢トンネル濁沢トンネル入口。
  - 白山トンネル
- 羽黒トンネル羽黒トンネル西端。

### 重複区間
- 国道116号（柏崎市西山町、和田交差点 - 坂田・鬼王交差点）
- 新潟県道393号礼拝長岡線（柏崎市西山町、西山IC - 坂田交差点）
- 国道8号（長岡市、大積町一丁目交差点 - 長岡市、大積町二丁目丁字路）
- 新潟県道10号長岡片貝小千谷線（長岡市、深沢町交差点 - 長岡市、越路町役場前交差点）
- 新潟県道112号来迎寺停車場神谷線（長岡市、来迎寺駅前交差点 - 来迎寺跨線橋南詰）
- 新潟県道24号栃尾山古志線（長岡市、羽黒トンネル西詰 - 池谷）
- 国道291号（長岡市、古志東竹沢地内）
- 新潟県道333号中山竜光堀之内線（魚沼市竜光 地内）

## 地理

### 通過する自治体
- 柏崎市
- 刈羽郡刈羽村
- 柏崎市
- 長岡市
- 小千谷市
- 魚沼市

### 交差する道路
- 柏崎市
  - 国道352号（宮川丁字路）
- 刈羽村
  - 新潟県道73号鯨波宮川線（滝谷丁字路）
- 柏崎市
  - 新潟県道369号黒部柏崎線（西山町西山）
  - 国道116号（和田交差点 - 坂田・鬼王交差点）
  - 北陸自動車道西山IC
  - 新潟県道393号礼拝長岡線（西山IC - 坂田交差点）
- 長岡市
  - 国道8号（大積町一丁目交差点 - 大積町二丁目丁字路）
  - 国道404号（親沢町交差点、大積トンネル経由区間は沢下条）
  - 新潟県道72号柏崎越路線（朝日交差点）
  - 新潟県道10号長岡片貝小千谷線（深沢町交差点 - 越路支所前交差点）
  - 新潟県道112号来迎寺停車場神谷線（来迎寺駅前交差点 - 来迎寺跨線橋南詰）
  - 関越自動車道 長岡南越路スマートIC
  - 国道351号※403号重複区間（浦交差点）
  - 新潟県道499号山田中潟線（高島町交差点）
  - 新潟県道498号長岡中之島見附線〈旧17号〉（片田橋交差点）
  - 国道17号 長岡東バイパス（片田IC）
  - 新潟県道370号滝谷三和線（片田交差点）
  - 新潟県道472号村松長倉線（村松町三差路）
  - 新潟県道515号濁沢種芋原線（濁沢町）
  - 新潟県道551号虫亀南荷頃線（古志虫亀）
  - 新潟県道24号栃尾山古志線（羽黒トンネル西詰 - 池谷）
  - 新潟県道563号南平小平尾線（楢ノ木）
  - 国道291号（古志東竹沢地内）
- 小千谷市
  - 新潟県道474号竹沢塩谷線（十二平）
- 魚沼市
  - 新潟県道415号茂沢竜光線（竜光）
  - 新潟県道477号荒谷竜光線（竜光）
  - 新潟県道333号中山竜光堀之内線（竜光）
  - 新潟県道84号堀之内インター線（根小屋、関越自動車道 堀之内IC接続）
  - 新潟県道230号滝之又堀之内線（根小屋）
  - 新潟県道371号堀之内小出線（堀之内）
  - 国道17号・国道252号（堀之内庁舎前交差点）